# کمپین حقوق بشر
کمپین حقوق بشر (HRC) (به انگلیسی: Human Rights Campaign) یکی از بزرگترین گروهای مدافع حقوق ال‌جی‌بی‌تی و لابی‌گری در ایالات متحده آمریکا می‌باشد. این سازمان بر حمایت و گسترش حقوق افراد ال‌جی‌بی‌تی به ویژه ازدواج همجنس،قانون ضد تبعیض و نفرت و حمایت از مبتلایان به ایدز/اچ‌آی‌وی متمرکز است.این سازمان دارای تعدادی ابتکار قانونگذاری و همچنین منابع حمایتی برای افراد ال‌جی‌بی‌تی است.
این سازمان دارای بیش از ۷۵۰٬۰۰۰ عضو و پشتیبان است. به استناد اعلامیه ماموریت این نهاد «کمپین حقوق بشر رویای امریکایی را دارد که در آن همجنسگرایان دوجنسگرایان و افراد دو جنسه به طور کامل از تساوی حقوق بر خوردار شوند و به عنوان یک عضو خانواده در خانه‌شان یا محل کارشان یا در هر جای دیگر پذیرفته گردند.» کمپین حقوق بشر از یک سازمان غیرانتفاعی و یک کمیته فعالیت‌های سیاسی تشکیل شده‌است.